# Quatrième district congressionnel du Tennessee
Le 4e district congressionnel du Tennessee est un district situé dans le sud du Tennessee. Il est représenté par le Républicain Scott DesJarlais depuis janvier 2011.
La majeure partie du district est rurale, mais de nombreux habitants vivent dans les banlieues de Chattanooga et de Nashville. La région est très vallonnée et présente de nombreuses caractéristiques géographiques bien connues liées à son emplacement sur le plateau de Cumberland.
Cette partie du Tennessee compte plusieurs distilleries bien connues telles que Duck River, George Dickel, Southern Pride et, plus célèbre, la distillerie Jack Daniel's à Lynchburg.
La région englobe de nombreux établissements d'enseignement supérieur du Tennessee, tels que la Middle Tennessee State University, Sewanee : l'Université du Sud et le Bryan College.

## Frontières actuelles
Le district se situe principalement dans la partie sud du Middle Tennessee, mais s'étend jusqu'à l'est du Tennessee. Il est actuellement composé des comtés suivants : Bedford, Bledsoe, Coffee, Franklin, Giles, Grundy, Lawrence, Lincoln, Marion, Meigs, Moore, Rhea, Rutherford, Sequatchie et la grande majorité de Warren.

## Histoire
Tout au long du XXe siècle, le 4e district a pris de nombreuses formes différentes, mais englobait dans la plupart des cas la majeure partie de la zone rurale entre Nashville et Knoxville. Il a souvent été le plus grand district de l'État en ce qui concerne la superficie, et l'un des plus grands à l'est du fleuve Mississippi, en raison de la faible densité de population et du caractère rural du district.
Pendant près de trente ans (1947-1977), cette région du Tennessee a été représentée au Congrès par Joe L. Evins. (Au début de sa carrière politique, son district était numéroté « 5e », mais ce district faisait presque entièrement partie de ce qui est devenu le comté après le cycle de redécoupage consécutif au recensement de 1950). Le successeur d'Evins au Congrès était le futur Vice-Président, Al Gore Jr., qui a représenté le 4e de 1977 à 1983. La configuration actuelle du district date du recensement de 1980, lorsque le Tennessee a obtenu un nouveau siège au Congrès. Certaines parties de ce qui relevaient auparavant des 1er, 2e, 3e, 4e et 6e districts ont été regroupées pour former un nouveau 4e district. La majeure partie du territoire de Gore est devenue le 6e district.
Le nouveau district incorporait des morceaux de l'est du Tennessee fortement républicain et du Moyen Tennessee traditionnellement démocrate. Il était si vaste qu'il s'étendait sur cinq des huit marchés télévisuels du Tennessee (Nashville, Knoxville, Chattanooga, les Tri-Cities, ainsi que la part du Tennessee sur le marché de Huntsville, en Alabama), et cinq des neuf marchés radiophoniques de l'État (les villes mentionnées ci-dessus, plus Cookeville). Cela a donné aux courses au Congrès une grande partie de la sensation des courses à l'échelle de l'État ; les budgets publicitaires des candidats rivalisaient parfois avec ceux du Gouverneur et du Sénat américain. Les courses en places libres dans ce district étaient généralement parmi les plus regardées du pays. Cependant, la grande taille du district et le manque d'influences fédératrices rendent très difficile le renversement d'un Représentant sortant. Par conséquent, le Représentant du district était généralement considéré comme une personnalité à l'échelle de l'État, avec de bonnes chances de remporter un poste d'État à l'avenir.
En 1982, le Démocrate Jim Cooper, fils de l'ancien Gouverneur Prentice Cooper, a battu Cissy Baker, fille du chef de la majorité sénatoriale Howard Baker. Cooper a représenté le district jusqu'en 1995. Sur le papier, ce quartier n’était sûr pour aucun des deux partis, compte tenu de sa démographie instable. Une grande partie de la partie orientale, par exemple, n’avait pas été représentée par un démocrate depuis avant la guerre civile. Cependant, Cooper a été réélu cinq fois sans difficulté majeure.
Cooper a renoncé à son siège pour se présenter au Sénat américain en 1994, mais a perdu contre Fred Thompson. Le Républicain Van Hilleary a remporté le siège dans le cadre de la vague républicaine massive de cette année-là. Hilleary a été réélu trois fois sans trop de difficultés, remportant haut la main un deuxième mandat alors même que Bill Clinton a remporté la circonscription grâce à la présence de Gore comme colistier ; Gore a représenté une grande partie de la partie ouest du district pendant ses trois premiers mandats à la Chambre.
En 2002, Hilleary a pris sa retraite pour tenter, sans succès, de devenir Gouverneur du Tennessee et a été remplacé par le sénateur démocrate Lincoln Davis. Davis a occupé ce siège pendant huit ans. En 2010, Davis a été défié par le médecin républicain Scott DesJarlais de South Pittsburg, qui a remporté la victoire lors de la vague Tea Party de 2010 malgré le fait que Davis ait collecté plus d'argent. C'était la première fois qu'un président sortant était battu dans le district depuis la réforme du district en 1982. En effet, DesJarlais est devenu le premier challenger à vaincre un membre du Congrès sortant du Tennessee lors d'une élection générale depuis 1974. Après le recensement de 2010, le 4e a été rendu légèrement plus compact. Le district a perdu sa partie nord, y compris son territoire près des Tri-Cities et de Knoxville. D'un autre côté, il a gagné tout le comté de Rutherford, siège de Murfreesboro, et le nord du comté de Bradley.

## Historique de vote

### Résultats sous les anciennes frontières (2013-2023)
| Année | Poste     | Résultats              |
| ----- | --------- | ---------------------- |
| 2000  | Président | Bush 50,0 % – 49,0 %   |
| 2004  | Président | Bush 58,0 % – 41,0 %   |
| 2008  | Président | McCain 62,6 % – 35,8 % |
| 2012  | Président | Romney 65,3 % – 33,0 % |
| 2016  | Président | Trump 68,6 % – 27,4 %  |
| 2020  | Président | Trump 67,5 % - 30,7 %  |

## Liste des Représentants du district
| Membre                          | Parti                         | Années                             | Congrès     | Histoire électorale | Zone géographique                     |
| ------------------------------- | ----------------------------- | ---------------------------------- | ----------- | --- | ------------------------------------- |
| District établit le 4 mars 1813 |                               |                                    |             | |                                       |
| John H. Bowen (en)              | Républicain-Démocrate         | 4 mars 1813 - 3 mars 1815          | 13e         | Élu en 1813. Retrait. | 1813–1823                             |
| Bennett H. Henderson (en)       | Républicain-Démocrate         | 4 mars 1815 - 3 mars 1817          | 14e         | Élu en 1815. Retrait. | 1813–1823                             |
| Samuel E. Hogg (en)             | Républicain-Démocrate         | 4 mars 1817 - 3 mars 1819          | 15e         | Élu en 1817. Retrait. | 1813–1823                             |
| Robert Allen (en)               | Républicain-Démocrate         | 4 mars 1819 - 3 mars 1823          | 16e , 17e   | Élu en 1819. Réélu en 1821. Redécoupage vers le 5e district. | 1813–1823                             |
| Jacob C. Isacks (en)            | Républicain-Démocrate Jackson | 4 mars 1823 - 3 mars 1825          | 18e - 22e   | Élu en 1823. Réélu en 1825. Réélu en 1827. Réélu en 1829. Réélu en 1831. Redécoupage vers le 5e district et perd sa réélection. | 1823–1833                             |
| Jacob C. Isacks (en)            | Jacksonien (en)               | 4 mars 1825 - 3 mars 1833          | 18e - 22e   | Élu en 1823. Réélu en 1825. Réélu en 1827. Réélu en 1829. Réélu en 1831. Redécoupage vers le 5e district et perd sa réélection. | 1823–1833                             |
| James I. Standifer (en)         | Jacksonien (en)               | 4 mars 1833 - 3 mars 1835          | 23e - 25e   | Redécoupage depuis le 3e district et réélu en 1833. Réélu en 1835. Réélu en 1837. Décès. | 1833–1843                             |
| James I. Standifer (en)         | Anti-Jacksonien               | 4 mars 1835 - 3 mars 1837          | 23e - 25e   | Redécoupage depuis le 3e district et réélu en 1833. Réélu en 1835. Réélu en 1837. Décès. | 1833–1843                             |
| James I. Standifer (en)         | Whig                          | 4 mars 1837 - 20 août 1837         | 23e - 25e   | Redécoupage depuis le 3e district et réélu en 1833. Réélu en 1835. Réélu en 1837. Décès. | 1833–1843                             |
| Vacant                          | Vacant                        | 20 août 1837 - 14 septembre 1837   | 25e         | | 1833–1843                             |
| William Stone (en)              | Whig                          | 14 septembre 1837 - 3 mars 1839    | 25e         | Élu le 14 septembre 1837 pour terminer le mandat de Standifer et intronisé le 6 octobre 1837. Perd sa réélection. | 1833–1843                             |
| Julius W. Blackwell (en)        | Démocrate                     | 4 mars 1839 - 3 mars 1841          | 26e         | Élu en 1839. Perd sa réélection. | 1833–1843                             |
| Thomas J. Campbell (en)         | Whig                          | 4 mars 1841 - 3 mars 1843          | 27e         | Élu en 1841. Redécoupage vers le 3e district et perd sa réélection. | 1833–1843                             |
| Alvan Cullom (en)               | Démocrate                     | 4 mars 1843 - 3 mars 1847          | 28e , 29e   | Élu en 1843. Réélu en 1845. Retrait. | 1843–1853                             |
| Hugh Hill (en)                  | Démocrate                     | 4 mars 1847 - 3 mars 1849          | 30e         | Élu en 1847. Retrait. | 1843–1853                             |
| John H. Savage (en)             | Démocrate                     | 4 mars 1849 - 3 mars 1853          | 31e , 32e   | Élu en 1849. Réélu en 1851. Retrait. | 1843–1853                             |
| William Cullom (en)             | Whig                          | 4 mars 1853 - 3 mars 1855          | 33e         | Redécoupage depuis le 8e district et réélu en 1853. Perd sa réélection. | 1853–1863                             |
| John H. Savage (en)             | Démocrate                     | 4 mars 1855 - 3 mars 1859          | 34e , 35e   | Élu en 1855. Réélu en 1857. Perd sa réélection. | 1853–1863                             |
| William B. Stokes (en)          | Opposition Party (en)         | 4 mars 1859 - 3 mars 1861          | 36e         | Élu en 1859. Redécoupage vers le 3e district. | 1853–1863                             |
| Andrew J. Clements (en)         | Unioniste                     | 4 mars 1861 - 3 mars 1863          | 37e         | Élu en 1861. N'a pas pu se représenter, l'État étant sous occupation de la Confédération. | 1853–1863                             |
| District inactif                | District inactif              | 3 mars 1863 - 24 juillet 1866      | 38e , 39e   | Guerre de Sécession et Reconstruction | Guerre de Sécession et Reconstruction |
| Edmund Cooper (en)              | Unioniste                     | 24 juillet 1866 - 3 mars 1867      | 39e         | Élu en 1865. Perd sa réélection. | 1866–1873                             |
| James Mullins (en)              | Républicain                   | 4 mars 1867 - 3 mars 1869          | 40e         | Élu en 1867. Retrait. | 1866–1873                             |
| Lewis Tillman (en)              | Républicain                   | 4 mars 1869 - 3 mars 1871          | 41e         | Élu en 1868. Retrait. | 1866–1873                             |
| John M. Bright (en)             | Démocrate                     | 4 mars 1871 - 3 mars 1875          | 42e , 43e   | Élu en 1870. Réélu en 1872. Redécoupage vers le 5e district. | 1866–1873                             |
| John M. Bright (en)             | Démocrate                     | 4 mars 1871 - 3 mars 1875          | 42e , 43e   | Élu en 1870. Réélu en 1872. Redécoupage vers le 5e district. | 1873–1883                             |
| Samuel M. Fite (en)             | Démocrate                     | 4 mars 1875 - 23 octobre 1875      | 44e         | Élu pour débuter le mandat du Représentant-élu John W. Head. Décès. |                                       |
| Vacant                          | Vacant                        | 23 octobre 1875 - 14 décembre 1875 | 44e         | |                                       |
| Haywood Y. Riddle (en)          | Démocrate                     | 14 décembre 1875 - 3 mars 1879     | 44e , 45e   | Élu pour terminer le mandat de Fite. Réélu en 1876. Retrait. |                                       |
| Benton McMillin (en)            | Démocrate                     | 4 mars 1879 - 6 janvier 1899       | 46e - 55e   | Élu en 1878. Réélu en 1880. Réélu en 1882. Réélu en 1884. Réélu en 1886. Réélu en 1888. Réélu en 1890. Réélu en 1892. Réélu en 1894. Réélu en 1896. Retrait pour se présenter comme Gouverneur du Tennessee et démissionne lorsqu'élu. |                                       |
| Benton McMillin (en)            | Démocrate                     | 4 mars 1879 - 6 janvier 1899       | 46e - 55e   | Élu en 1878. Réélu en 1880. Réélu en 1882. Réélu en 1884. Réélu en 1886. Réélu en 1888. Réélu en 1890. Réélu en 1892. Réélu en 1894. Réélu en 1896. Retrait pour se présenter comme Gouverneur du Tennessee et démissionne lorsqu'élu. | 1883–1893                             |
| Benton McMillin (en)            | Démocrate                     | 4 mars 1879 - 6 janvier 1899       | 46e - 55e   | Élu en 1878. Réélu en 1880. Réélu en 1882. Réélu en 1884. Réélu en 1886. Réélu en 1888. Réélu en 1890. Réélu en 1892. Réélu en 1894. Réélu en 1896. Retrait pour se présenter comme Gouverneur du Tennessee et démissionne lorsqu'élu. | 1893–1903                             |
| Vacant                          | Vacant                        | 6 janvier 1899 - 3 mars 1899       | 55e         | |                                       |
| Charles E. Snodgrass (en)       | Démocrate                     | 4 mars 1899 - 3 mars 1903          | 56e , 57e   | Élu en 1898. Réélu en 1900. Perd sa renomination. |                                       |
| Morgan C. Fitzpatrick (en)      | Démocrate                     | 4 mars 1903 - 3 mars 1905          | 58e         | Élu en 1902. Retrait. | 1903–1913                             |
| Mounce G. Butler (en)           | Démocrate                     | 4 mars 1905 - 3 mars 1907          | 59e         | Élu en 1904. Perd sa renomination. | 1903–1913                             |
| Cordell Hull                    | Démocrate                     | 4 mars 1907 - 3 mars 1921          | 60e - 66e   | Élu en 1906. Réélu en 1908. Réélu en 1910. Réélu en 1912. Réélu en 1914. Réélu en 1916. Réélu en 1918. Perd sa renomination. | 1903–1913                             |
| Cordell Hull                    | Démocrate                     | 4 mars 1907 - 3 mars 1921          | 60e - 66e   | Élu en 1906. Réélu en 1908. Réélu en 1910. Réélu en 1912. Réélu en 1914. Réélu en 1916. Réélu en 1918. Perd sa renomination. | 1913–1933                             |
| Wynne F. Clouse (en)            | Républicain                   | 4 mars 1921 - 3 mars 1923          | 67e         | Élu en 1920. Perd sa réélection. |                                       |
| Cordell Hull                    | Démocrate                     | 4 mars 1923 - 3 mars 1931          | 68e - 71e   | Élu en 1922. Réélu en 1924. Réélu en 1926. Réélu en 1928. Retrait pour se présenter comme Sénateur des États-Unis. |                                       |
| John R. Mitchell (en)           | Démocrate                     | 4 mars 1931 - 3 janvier 1939       | 72e - 75e   | Élu en 1930. Réélu en 1932. Réélu en 1934. Réélu en 1936. Retrait pour se présenter comme Sénateur des États-Unis. |                                       |
| John R. Mitchell (en)           | Démocrate                     | 4 mars 1931 - 3 janvier 1939       | 72e - 75e   | Élu en 1930. Réélu en 1932. Réélu en 1934. Réélu en 1936. Retrait pour se présenter comme Sénateur des États-Unis. | 1933–1943                             |
| Albert Gore Sr.                 | Démocrate                     | 3 janvier 1939 - 4 décembre 1944   | 76e , 78e   | Élu en 1938. Réélu en 1940. Réélu en 1942. Réélu en 1944 mais démissionna avant le mandat suivant afin d'entrer dans l'US Army pour un entraînement.                                                                                   |                                       |
| Albert Gore Sr.                 | Démocrate                     | 3 janvier 1939 - 4 décembre 1944   | 76e , 78e   | Élu en 1938. Réélu en 1940. Réélu en 1942. Réélu en 1944 mais démissionna avant le mandat suivant afin d'entrer dans l'US Army pour un entraînement.                                                                                   | 1943–1953                             |
| Vacant                          | Vacant                        | 4 décembre 1944 - 3 janvier 1945   | 78e         | |                                       |
| Albert Gore Sr.                 | Démocrate                     | 3 janvier 1945 - 3 janvier 1953    | 79e - 82e   | Réélu en 1946. Réélu en 1948. Réélu en 1950. Retrait pour se présenter comme Sénateur des États-Unis. |                                       |
| Joe L. Evins (en)               | Démocrate                     | 3 janvier 1953 - 3 janvier 1977    | 83e - 94e   | Redécoupage depuis le 5e district et réélu en 1952. Réélu en 1954. Réélu en 1956. Réélu en 1958. Réélu en 1960. Réélu en 1962. Réélu en 1964. Réélu en 1966. Réélu en 1968. Réélu en 1970. Réélu en 1972. Réélu en 1974. Retrait.      | 1953–1963                             |
| Joe L. Evins (en)               | Démocrate                     | 3 janvier 1953 - 3 janvier 1977    | 83e - 94e   | Redécoupage depuis le 5e district et réélu en 1952. Réélu en 1954. Réélu en 1956. Réélu en 1958. Réélu en 1960. Réélu en 1962. Réélu en 1964. Réélu en 1966. Réélu en 1968. Réélu en 1970. Réélu en 1972. Réélu en 1974. Retrait.      | 1963–1973                             |
| Joe L. Evins (en)               | Démocrate                     | 3 janvier 1953 - 3 janvier 1977    | 83e - 94e   | Redécoupage depuis le 5e district et réélu en 1952. Réélu en 1954. Réélu en 1956. Réélu en 1958. Réélu en 1960. Réélu en 1962. Réélu en 1964. Réélu en 1966. Réélu en 1968. Réélu en 1970. Réélu en 1972. Réélu en 1974. Retrait.      | 1973–1983                             |
| Al Gore                         | Démocrate                     | 3 janvier 1977 - 3 janvier 1983    | 95e - 97e   | Élu en 1976. Réélu en 1978. Réélu en 1980. Redécoupage vers le 6e district. |                                       |
| Jim Cooper                      | Démocrate                     | 3 janvier 1983 - 3 janvier 1995    | 98e - 103e  | Élu en 1982. Réélu en 1984. Réélu en 1986. Réélu en 1988. Réélu en 1990. Réélu en 1992. Retrait pour se présenter comme Sénateur des États-Unis.                                                                                       | 1983–1993                             |
| Jim Cooper                      | Démocrate                     | 3 janvier 1983 - 3 janvier 1995    | 98e - 103e  | Élu en 1982. Réélu en 1984. Réélu en 1986. Réélu en 1988. Réélu en 1990. Réélu en 1992. Retrait pour se présenter comme Sénateur des États-Unis.                                                                                       | 1993–2003                             |
| Van Hilleary (en)               | Républicain                   | 3 janvier 1995 - 3 janvier 2003    | 104e - 107e | Élu en 1994. Réélu en 1996. Réélu en 1998. Réélu en 2000. Retrait pour se présenter comme Gouverneur du Tennessee. |                                       |
| Lincoln Davis (en)              | Démocrate                     | 3 janvier 2003 - 3 janvier 2011    | 108e - 111e | Élu en 2002. Réélu en 2004. Réélu en 2006. Réélu en 2008. Perd sa réélection. | 2003–2013                             |
| Scott DesJarlais                | Républicain                   | 3 janvier 2011 - Présent           | 112e - 118e | Élu en 2010. Réélu en 2012. Réélu en 2014. Réélu en 2016. Réélu en 2018. Réélu en 2020. Réélu en 2022. | 2003–2013                             |
| Scott DesJarlais                | Républicain                   | 3 janvier 2011 - Présent           | 112e - 118e | Élu en 2010. Réélu en 2012. Réélu en 2014. Réélu en 2016. Réélu en 2018. Réélu en 2020. Réélu en 2022. | 2013–2023                             |
| Scott DesJarlais                | Républicain                   | 3 janvier 2011 - Présent           | 112e - 118e | Élu en 2010. Réélu en 2012. Réélu en 2014. Réélu en 2016. Réélu en 2018. Réélu en 2020. Réélu en 2022. | 2023–Présent                          |

## Résultats des récentes élections
Voici les résultats des dix précédents cycles électoraux dans le district.

### 2004
| Élection de 2004 du 4e district congressionnel du Tennessee | Élection de 2004 du 4e district congressionnel du Tennessee | Élection de 2004 du 4e district congressionnel du Tennessee | Élection de 2004 du 4e district congressionnel du Tennessee | Élection de 2004 du 4e district congressionnel du Tennessee |
| ----------------------------------------------------------- | ----------------------------------------------------------- | ----------------------------------------------------------- | ----------------------------------------------------------- | ----------------------------------------------------------- |
| Parti                                                       | Parti                                                       | Candidat                                                    | Votes                                                       | %                                                           |
|                                                             | Démocrate                                                   | Lincoln Davis (en) (sortant)                                | 138 459                                                     | 54,8                                                        |
|                                                             | Républicain                                                 | Janice Bowling                                              | 109 993                                                     | 43,5                                                        |
|                                                             | Indépendant                                                 | Ken Martin                                                  | 4 194                                                       | 1,7                                                         |
| Total des votes                                             | Total des votes                                             | Total des votes                                             | 252 646                                                     | 100 %                                                       |
|                                                             | Les Démocrates conservent                                   |                                                             |                                                             |                                                             |

### 2006
| Élection de 2006 du 4e district congressionnel du Tennessee | Élection de 2006 du 4e district congressionnel du Tennessee | Élection de 2006 du 4e district congressionnel du Tennessee | Élection de 2006 du 4e district congressionnel du Tennessee | Élection de 2006 du 4e district congressionnel du Tennessee |
| ----------------------------------------------------------- | ----------------------------------------------------------- | ----------------------------------------------------------- | ----------------------------------------------------------- | ----------------------------------------------------------- |
| Parti                                                       | Parti                                                       | Candidat                                                    | Votes                                                       | %                                                           |
|                                                             | Démocrate                                                   | Lincoln Davis (en) (sortant)                                | 123 666                                                     | 66,4                                                        |
|                                                             | Républicain                                                 | Kenneth Martin                                              | 62 449                                                      | 33,6                                                        |
| Total des votes                                             | Total des votes                                             | Total des votes                                             | 186 115                                                     | 100 %                                                       |
|                                                             | Les Démocrates conservent                                   |                                                             |                                                             |                                                             |

### 2008
| Élection de 2008 du 4e district congressionnel du Tennessee | Élection de 2008 du 4e district congressionnel du Tennessee | Élection de 2008 du 4e district congressionnel du Tennessee | Élection de 2008 du 4e district congressionnel du Tennessee | Élection de 2008 du 4e district congressionnel du Tennessee |
| ----------------------------------------------------------- | ----------------------------------------------------------- | ----------------------------------------------------------- | ----------------------------------------------------------- | ----------------------------------------------------------- |
| Parti                                                       | Parti                                                       | Candidat                                                    | Votes                                                       | %                                                           |
|                                                             | Démocrate                                                   | Lincoln Davis (en) (sortant)                                | 146 776                                                     | 58,8                                                        |
|                                                             | Républicain                                                 | Monty J. Lankford                                           | 94 447                                                      | 37,8                                                        |
|                                                             | Indépendant                                                 | James Anthony Gray                                          | 4 869                                                       | 1,9                                                         |
|                                                             | Indépendant                                                 | Kevin Ragsdale                                              | 3 713                                                       | 1,5                                                         |
| Total des votes                                             | Total des votes                                             | Total des votes                                             | 249 805                                                     | 100 %                                                       |
|                                                             | Les Démocrates conservent                                   |                                                             |                                                             |                                                             |

### 2010
| Élection de 2010 du 4e district congressionnel du Tennessee | Élection de 2010 du 4e district congressionnel du Tennessee | Élection de 2010 du 4e district congressionnel du Tennessee | Élection de 2010 du 4e district congressionnel du Tennessee | Élection de 2010 du 4e district congressionnel du Tennessee |
| ----------------------------------------------------------- | ----------------------------------------------------------- | ----------------------------------------------------------- | ----------------------------------------------------------- | ----------------------------------------------------------- |
| Parti                                                       | Parti                                                       | Candidat                                                    | Votes                                                       | %                                                           |
|                                                             | Républicain                                                 | Scott DesJarlais                                            | 103 969                                                     | 59,7                                                        |
|                                                             | Démocrate                                                   | Lincoln Davis (en) (sortant)                                | 70 254                                                      | 40,3                                                        |
| Total des votes                                             | Total des votes                                             | Total des votes                                             | 174 223                                                     | 100 %                                                       |
|                                                             | Les Républicains prennent aux Démocrates                    |                                                             |                                                             |                                                             |

### 2012
| Élection de 2012 du 4e district congressionnel du Tennessee | Élection de 2012 du 4e district congressionnel du Tennessee | Élection de 2012 du 4e district congressionnel du Tennessee | Élection de 2012 du 4e district congressionnel du Tennessee | Élection de 2012 du 4e district congressionnel du Tennessee |
| ----------------------------------------------------------- | ----------------------------------------------------------- | ----------------------------------------------------------- | ----------------------------------------------------------- | ----------------------------------------------------------- |
| Parti                                                       | Parti                                                       | Candidat                                                    | Votes                                                       | %                                                           |
|                                                             | Républicain                                                 | Scott DesJarlais (sortant)                                  | 128 568                                                     | 55,8                                                        |
|                                                             | Démocrate                                                   | Eric Stewart                                                | 102 022                                                     | 44,2                                                        |
| Total des votes                                             | Total des votes                                             | Total des votes                                             | 230 590                                                     | 100 %                                                       |
|                                                             | Les Républicains conservent                                 |                                                             |                                                             |                                                             |

### 2014
| Élection de 2014 du 4e district congressionnel du Tennessee | Élection de 2014 du 4e district congressionnel du Tennessee | Élection de 2014 du 4e district congressionnel du Tennessee | Élection de 2014 du 4e district congressionnel du Tennessee | Élection de 2014 du 4e district congressionnel du Tennessee |
| ----------------------------------------------------------- | ----------------------------------------------------------- | ----------------------------------------------------------- | ----------------------------------------------------------- | ----------------------------------------------------------- |
| Parti                                                       | Parti                                                       | Candidat                                                    | Votes                                                       | %                                                           |
|                                                             | Républicain                                                 | Scott DesJarlais (sortant)                                  | 84 781                                                      | 58,3                                                        |
|                                                             | Démocrate                                                   | Lenda Sherrell                                              | 51 338                                                      | 35,3                                                        |
|                                                             | Indépendant                                                 | Robert Doggart                                              | 9 238                                                       | 6,4                                                         |
| Total des votes                                             | Total des votes                                             | Total des votes                                             | 145 357                                                     | 100 %                                                       |
|                                                             | Les Républicains conservent                                 |                                                             |                                                             |                                                             |

### 2016
| Élection de 2016 du 4e district congressionnel du Tennessee | Élection de 2016 du 4e district congressionnel du Tennessee | Élection de 2016 du 4e district congressionnel du Tennessee | Élection de 2016 du 4e district congressionnel du Tennessee | Élection de 2016 du 4e district congressionnel du Tennessee |
| ----------------------------------------------------------- | ----------------------------------------------------------- | ----------------------------------------------------------- | ----------------------------------------------------------- | ----------------------------------------------------------- |
| Parti                                                       | Parti                                                       | Candidat                                                    | Votes                                                       | %                                                           |
|                                                             | Républicain                                                 | Scott DesJarlais (sortant)                                  | 165 796                                                     | 65,0                                                        |
|                                                             | Démocrate                                                   | Steven Reynolds                                             | 89 141                                                      | 35,0                                                        |
| Total des votes                                             | Total des votes                                             | Total des votes                                             | 254 937                                                     | 100 %                                                       |
|                                                             | Les Républicains conservent                                 |                                                             |                                                             |                                                             |

### 2018
| Élection de 2018 du 4e district congressionnel du Tennessee | Élection de 2018 du 4e district congressionnel du Tennessee | Élection de 2018 du 4e district congressionnel du Tennessee | Élection de 2018 du 4e district congressionnel du Tennessee | Élection de 2018 du 4e district congressionnel du Tennessee |
| ----------------------------------------------------------- | ----------------------------------------------------------- | ----------------------------------------------------------- | ----------------------------------------------------------- | ----------------------------------------------------------- |
| Parti                                                       | Parti                                                       | Candidat                                                    | Votes                                                       | %                                                           |
|                                                             | Républicain                                                 | Scott DesJarlais (sortant)                                  | 147 323                                                     | 63,4                                                        |
|                                                             | Démocrate                                                   | Mariah Pihillips                                            | 78 065                                                      | 33,6                                                        |
|                                                             | Indépendant                                                 | Michael Shupe                                               | 7 056                                                       | 3,0                                                         |
|                                                             | Write-In                                                    | Write-In                                                    | 7                                                           | 0,0                                                         |
| Total des votes                                             | Total des votes                                             | Total des votes                                             | 232 451                                                     | 100 %                                                       |
|                                                             | Les Républicains conservent                                 |                                                             |                                                             |                                                             |

### 2020
| Élection de 2020 du 4e district congressionnel du Tennessee | Élection de 2020 du 4e district congressionnel du Tennessee | Élection de 2020 du 4e district congressionnel du Tennessee | Élection de 2020 du 4e district congressionnel du Tennessee | Élection de 2020 du 4e district congressionnel du Tennessee |
| ----------------------------------------------------------- | ----------------------------------------------------------- | ----------------------------------------------------------- | ----------------------------------------------------------- | ----------------------------------------------------------- |
| Parti                                                       | Parti                                                       | Candidat                                                    | Votes                                                       | %                                                           |
|                                                             | Républicain                                                 | Scott DesJarlais (sortant)                                  | 223 802                                                     | 66,7                                                        |
|                                                             | Démocrate                                                   | Christopher Hale                                            | 111 908                                                     | 33,3                                                        |
| Total des votes                                             | Total des votes                                             | Total des votes                                             | 335 710                                                     | 100 %                                                       |
|                                                             | Les Républicains conservent                                 |                                                             |                                                             |                                                             |

### 2022
| Primaire républicaine de 2022 du 4e district congressionnel du Tennessee | Primaire républicaine de 2022 du 4e district congressionnel du Tennessee | Primaire républicaine de 2022 du 4e district congressionnel du Tennessee | Primaire républicaine de 2022 du 4e district congressionnel du Tennessee | Primaire républicaine de 2022 du 4e district congressionnel du Tennessee |
| ------------------------------------------------------------------------ | ------------------------------------------------------------------------ | ------------------------------------------------------------------------ | ------------------------------------------------------------------------ | ------------------------------------------------------------------------ |
| Parti                                                                    | Parti                                                                    | Candidat                                                                 | Votes                                                                    | %                                                                        |
|                                                                          | Républicain                                                              | Scott DesJarlais (sortant)                                               | 60 699                                                                   | 100 %                                                                    |

| Primaire démocrate de 2022 du 4e district congressionnel du Tennessee | Primaire démocrate de 2022 du 4e district congressionnel du Tennessee | Primaire démocrate de 2022 du 4e district congressionnel du Tennessee | Primaire démocrate de 2022 du 4e district congressionnel du Tennessee | Primaire démocrate de 2022 du 4e district congressionnel du Tennessee |
| --------------------------------------------------------------------- | --------------------------------------------------------------------- | --------------------------------------------------------------------- | --------------------------------------------------------------------- | --------------------------------------------------------------------- |
| Parti                                                                 | Parti                                                                 | Candidat                                                              | Votes                                                                 | %                                                                     |
|                                                                       | Démocrate                                                             | Wayne Steele                                                          | 11 168                                                                | 65,1                                                                  |
|                                                                       | Démocrate                                                             | Arnold White                                                          | 5994                                                                  | 34,9                                                                  |

| Élection de 2022 du 4e district congressionnel du Tennessee | Élection de 2022 du 4e district congressionnel du Tennessee | Élection de 2022 du 4e district congressionnel du Tennessee | Élection de 2022 du 4e district congressionnel du Tennessee | Élection de 2022 du 4e district congressionnel du Tennessee |
| ----------------------------------------------------------- | ----------------------------------------------------------- | ----------------------------------------------------------- | ----------------------------------------------------------- | ----------------------------------------------------------- |
| Parti                                                       | Parti                                                       | Candidat                                                    | Votes                                                       | %                                                           |
|                                                             | Républicain                                                 | Scott DesJarlais (sortant)                                  | 122 401                                                     | 70,6                                                        |
|                                                             | Démocrate                                                   | Wayne Steele                                                | 44 648                                                      | 25,7                                                        |
|                                                             | Indépendant                                                 | Mike Winton                                                 | 2 834                                                       | 1,6                                                         |
|                                                             | Indépendant                                                 | Clyde Benson                                                | 1 806                                                       | 1,0                                                         |
|                                                             | Indépendant                                                 | David Leighton Jones                                        | 708                                                         | 0,4                                                         |
|                                                             | Indépendant                                                 | Tharon Chandler                                             | 585                                                         | 0,3                                                         |
|                                                             | Indépendant                                                 | Joseph Magyer                                               | 455                                                         | 0,3                                                         |
| Total des votes                                             | Total des votes                                             | Total des votes                                             | 173 437                                                     | 100 %                                                       |
|                                                             | Les Républicains conservent                                 |                                                             |                                                             |                                                             |

### 2024
| Primaire républicaine de 2024 du 4e district congressionnel du Tennessee | Primaire républicaine de 2024 du 4e district congressionnel du Tennessee | Primaire républicaine de 2024 du 4e district congressionnel du Tennessee | Primaire républicaine de 2024 du 4e district congressionnel du Tennessee | Primaire républicaine de 2024 du 4e district congressionnel du Tennessee |
| ------------------------------------------------------------------------ | ------------------------------------------------------------------------ | ------------------------------------------------------------------------ | ------------------------------------------------------------------------ | ------------------------------------------------------------------------ |
| Parti                                                                    | Parti                                                                    | Candidat                                                                 | Votes                                                                    | %                                                                        |
|                                                                          | Républicain                                                              | Scott DesJarlais (sortant)                                               | 30 425                                                                   | 72,5                                                                     |
|                                                                          | Républicain                                                              | Thomas Davis                                                             | 7 988                                                                    | 19,0                                                                     |
|                                                                          | Républicain                                                              | Joshua James                                                             | 3 535                                                                    | 8,4                                                                      |

| Primaire démocrate de 2024 du 4e district congressionnel du Tennessee | Primaire démocrate de 2024 du 4e district congressionnel du Tennessee | Primaire démocrate de 2024 du 4e district congressionnel du Tennessee | Primaire démocrate de 2024 du 4e district congressionnel du Tennessee | Primaire démocrate de 2024 du 4e district congressionnel du Tennessee |
| --------------------------------------------------------------------- | --------------------------------------------------------------------- | --------------------------------------------------------------------- | --------------------------------------------------------------------- | --------------------------------------------------------------------- |
| Parti                                                                 | Parti                                                                 | Candidat                                                              | Votes                                                                 | %                                                                     |
|                                                                       | Démocrate                                                             | Victoria Broderick                                                    | 11 708                                                                | 100 %                                                                 |

| Élection de 2024 du 4e district congressionnel du Tennessee | Élection de 2024 du 4e district congressionnel du Tennessee | Élection de 2024 du 4e district congressionnel du Tennessee | Élection de 2024 du 4e district congressionnel du Tennessee | Élection de 2024 du 4e district congressionnel du Tennessee |
| ----------------------------------------------------------- | ----------------------------------------------------------- | ----------------------------------------------------------- | ----------------------------------------------------------- | ----------------------------------------------------------- |
| Parti                                                       | Parti                                                       | Candidat                                                    | Votes                                                       | %                                                           |
|                                                             | Républicain                                                 | Scott DesJarlais (sortant)                                  | TBD                                                         | TBD                                                         |
|                                                             | Démocrate                                                   | Victoria Broderick                                          | TBD                                                         | TBD                                                         |
|                                                             | Indépendant                                                 | Keith Nolan                                                 | TBD                                                         | TBD                                                         |
|                                                             | Indépendant                                                 | Earnest Ensley                                              | TBD                                                         | TBD                                                         |
| Total des votes                                             | Total des votes                                             | Total des votes                                             | TBD                                                         | 100 %                                                       |
|                                                             |                                                             |                                                             |                                                             |                                                             |